# Bufo luristanicus
Bufo luristanicus és una espècie d'amfibi que viu a l'Iran.
Està amenaçada d'extinció per la pèrdua del seu hàbitat natural.